# مسجد قوله
مسجد قوله مربوط به دوره صفوی است و در سنندج، بلوارکردستان، بالاتر از پل ملا ویسی واقع شده و این اثر در تاریخ ۲۳ بهمن ۱۳۸۰ با شمارهٔ ثبت ۴۷۶۰ به‌عنوان یکی از آثار ملی ایران به ثبت رسیده است.